# Marcelo Moretto
Marcelo Moretto de Souza, né le 10 mai 1978 à Eldorado, est un footballeur brésilien. Il occupe actuellement le poste de gardien de but à l'Arka Gdynia, club de première division polonaise.

## Palmarès
- Vainqueur de la Coupe du Portugal : 2005
- Vainqueur de la Coupe de la Ligue portugaise : 2009

## Statistiques
- 6 matchs en Ligue des Champions
- 8 matchs en Coupe de l'UEFA
- 42 matchs en Liga Sagres (1re division portugaise)
- 15 matchs dans le championnat grec